# Kollmar
Kollmar er en by og kommune i det nordlige Tyskland, beliggende i Amt Horst-Herzhorn under Kreis Steinburg. Kreis Steinburg ligger i den sydvestlige del af delstaten Slesvig-Holsten.

## Geografi
Kollmar ligger omkring 8 kilometer vest for Elmshorn ved floden Elben i Kremper Marsch. Mod nordøst går Bundesstraße B431 fra Elmshorn til Glückstadt.